# Somaliland
Ne doit pas être confondu avec Somalie.
 (novembre 2024).
Si vous disposez d'ouvrages ou d'articles de référence ou si vous connaissez des sites web de qualité traitant du thème abordé ici, merci de compléter l'article en donnant les références utiles à sa vérifiabilité et en les liant à la section « Notes et références ».
Le Somaliland, en forme longue la république du Somaliland (en somali : Soomaaliland et Jamhuuriyadda Soomaaliland ; en arabe : أرض الصومال, Arḍ aṣ-Ṣūmāl, et جمهورية أرض الصومال, Jumhūrīyat Arḍ aṣ-Ṣūmāl), est un ancien territoire britannique situé dans la Corne de l'Afrique. Son indépendance autoproclamée en 1991 par rapport à la Somalie et sa Constitution du 30 avril 2000 ne sont pas reconnues par la communauté internationale. Il est revendiqué comme un État de la république fédérale de Somalie.
Avec une superficie d'environ 284 120 km2, il est limitrophe de la Somalie, de l'Éthiopie et de Djibouti. La population est d'environ 6 200 000 habitants en 2024 et la capitale, Hargeisa, a une population d'environ 1 756 000 habitants.

## Histoire

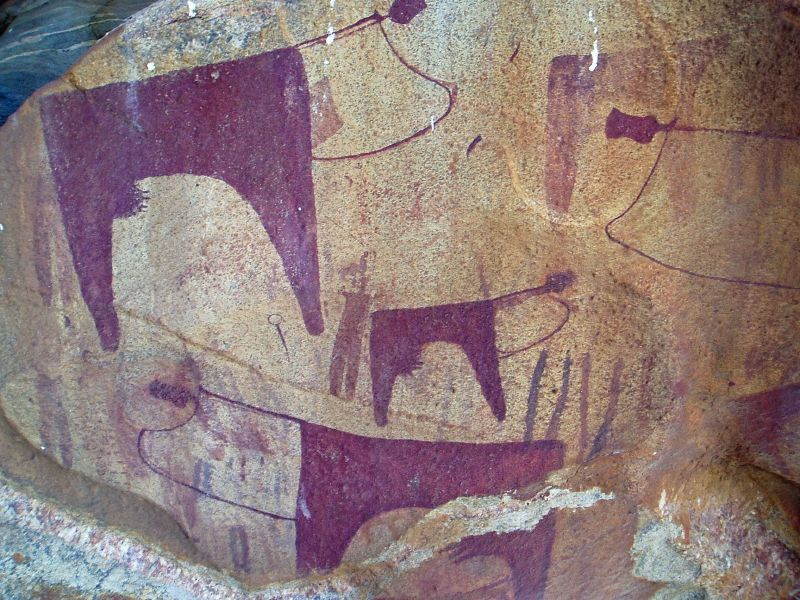
Une partie des peintures rupestres de Las Geel

### Préhistoire
Le Somaliland est habité au moins depuis le Paléolithique. Pendant l'âge de pierre, les cultures Doian et Hargeisan ont prospéré ici. La preuve la plus ancienne des coutumes funéraires dans la Corne de l'Afrique provient de cimetières du Somaliland datant du 4e millénaire avant notre ère. Les outils en pierre du site de Jalelo dans le nord ont également été caractérisés en 1909 comme des artefacts importants démontrant l'universalité archéologique au cours du Paléolithique entre l'Est et l'Ouest.
En décembre 2002, une équipe d'archéologues français dirigée par Xavier Gutherz découvre des peintures rupestres à Laas Geel, près de Hargeisa. On y trouve plus de 30 grottes peintes. Protégés par les autorités dès leur découverte, ces sites constituent une attraction touristique en plein essor.

### Antiquité
Des anciennes structures pyramidales, des mausolées, des villes en ruines et des murs de pierre, tels que le mur de Wargaade, témoignent d'une ancienne civilisation qui prospérait autrefois dans la péninsule somalienne. Cette civilisation jouissait d'une relation commerciale avec l'Égypte ancienne et la Grèce mycénienne depuis le deuxième millénaire avant notre ère, ce qui permet de soutenir l'hypothèse que la Somalie ou les régions adjacentes étaient l'emplacement de l'ancien pays de Pount. Les Pountites faisaient le commerce de la myrrhe, des épices, de l'or, de l'ébène, du bétail à cornes courtes, de l'ivoire et de l'encens avec les Égyptiens, les Phéniciens, Babyloniens, Indiens, Chinois et Romains par leurs ports commerciaux.
On pense que le dromadaire a été domestiqué dans la région entre le IIe et le IIIe millénaire av. J.-C.. De là, il s'est répandu en Égypte et au Maghreb.

### Histoire ancienne
Principaux repères :
- Corne de l'Afrique
- Histoire de la Somalie
- Histoire maritime de la Somalie
- Ports antiques en Mer Rouge
- Route de l'encens
- Géographie de Ptolémée
- Périple de la mer Érythrée (Ier – IIIe siècles)
  - côte nord : Zeilah (ancien port d'Avalites, ville citée en 891), Xiis (ancien Mundus), Berbera (ancien Malao), Bosaso (ancien Mosyllum/Mosylon), Qandala, Booco…
  - côte est : Opone, Pano, Hafun…
- Barbara (région)
- Islam en Somalie, dès le VIIe siècle
- Liste de clans somalis
- Sultanat d'Ifat (1270-1415)
- Sultanat Warsangali (1218 ou 1298-1886)
- Sultanat d'Adal, sultanat musulman somali (1415-1877)
- Wang Dayuan
- Sultanat d'Isaaq (vers 1750 - 1939) ; voir aussi : Isaaq
- Empire ottoman (1299-1923)
  - Expéditions navales ottomanes dans l'océan Indien, Raids ottomans sur la côte swahilie, Piri Reis
  - Conquête ottomane de l'Habesh (en)
  - Province ottomane des bords de la Mer Rouge : Habesh (Habeş Eyaleti) (1554–1802 et 1813–1872), dont une subdivision est le sandjak de Zeila
  - Province ottomane d'Égypte (Mısır Eyaleti), par intermittence, dont 1833

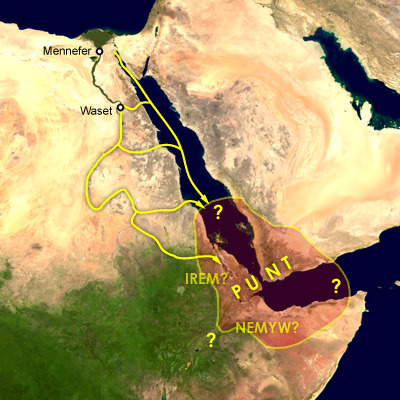
Pays de Pount
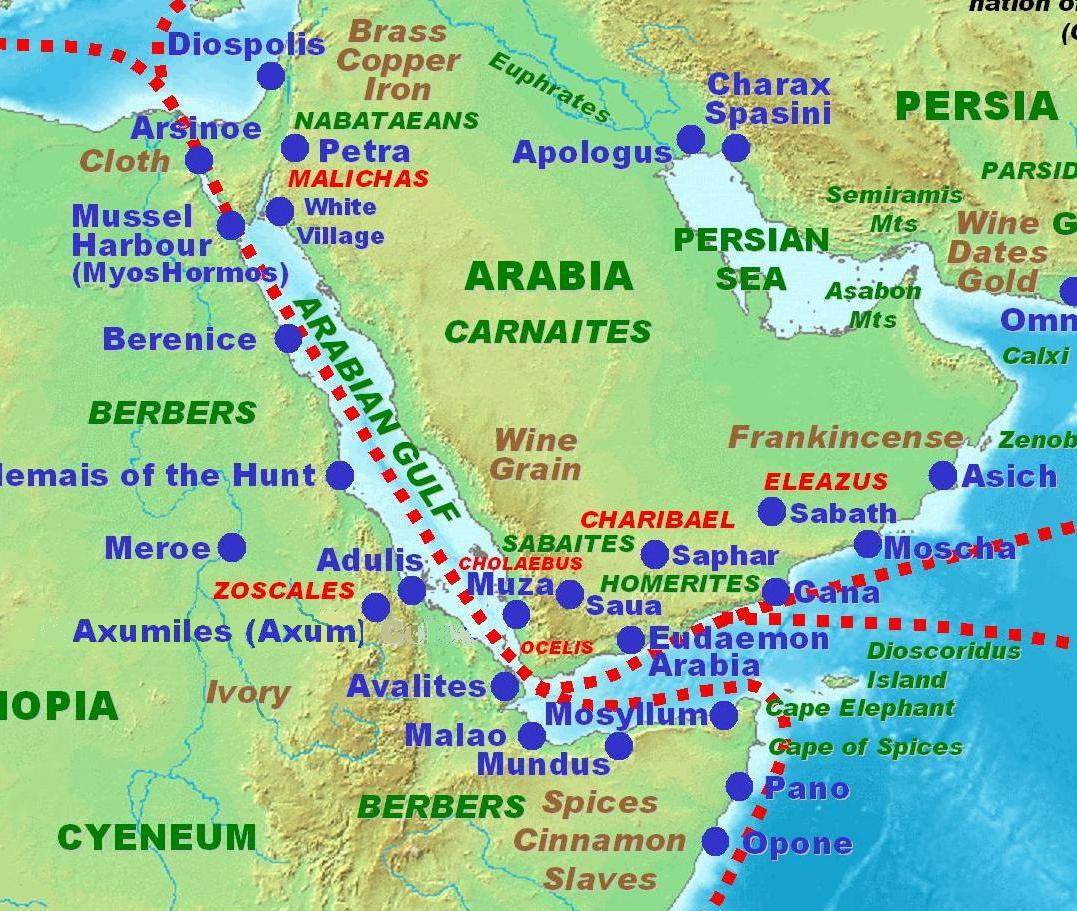
Péninsule arabique et environs, selon le Périple de la mer Érythrée (Ier – IIIe siècles)
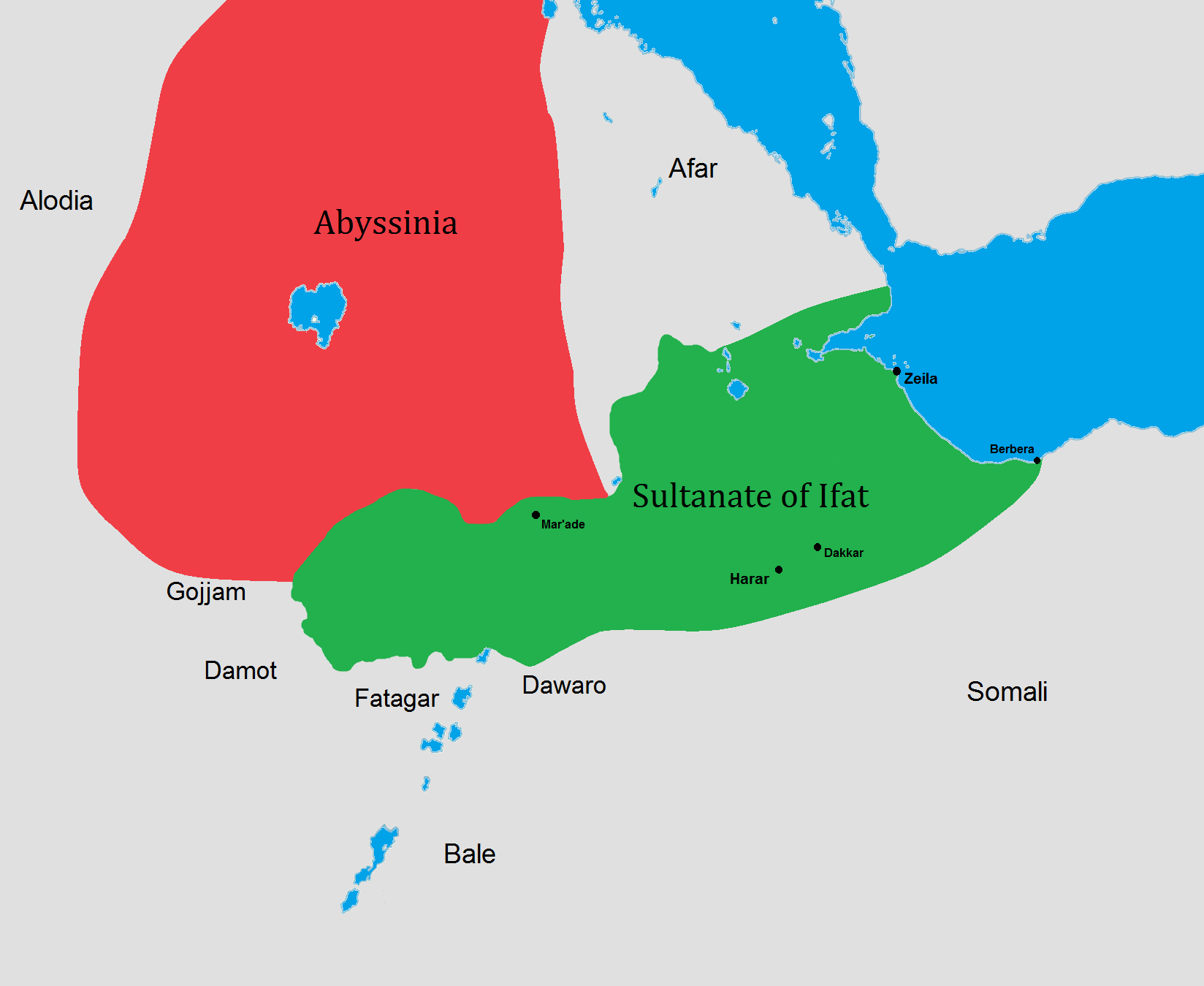
Sultanat d'Ifat vers 1300
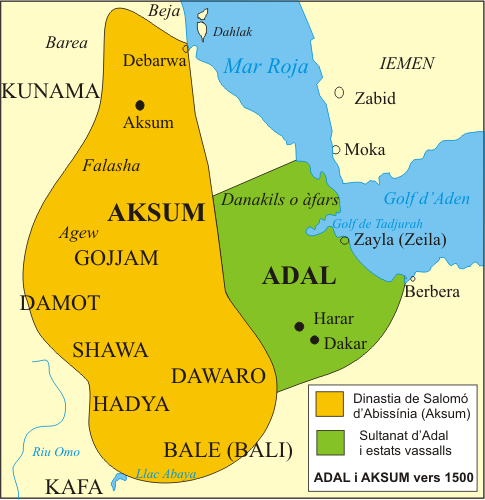
Sultanat d'Adal vers 1500
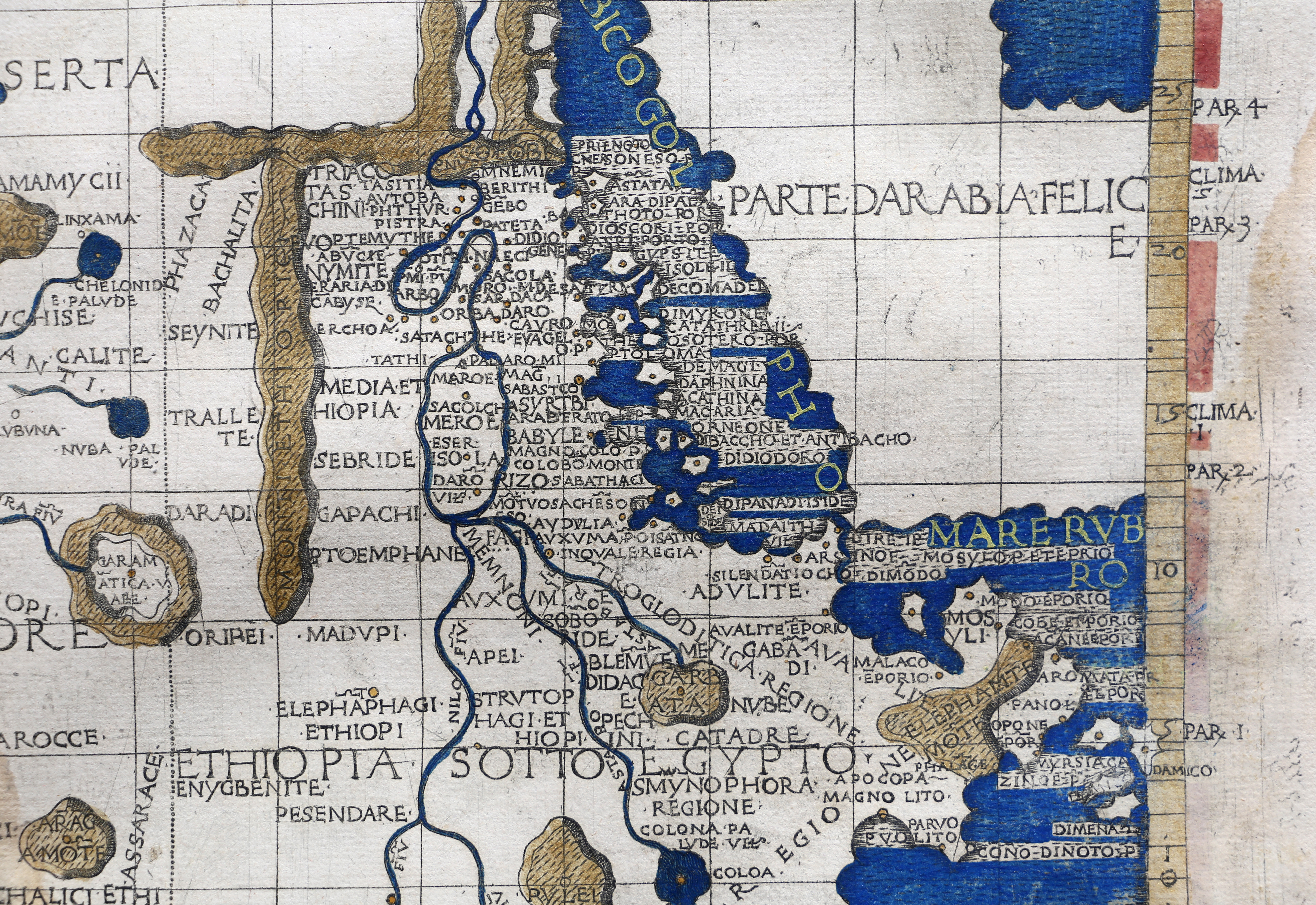
Mer Rouge et Corne de l'Afrique, selon Francesco Berlinghieri, 1482
Situation de l'Empire ottoman en 1683

### Une colonie britannique
Longtemps dans la sphère de l'Empire ottoman, ce territoire devient un protectorat britannique en 1888, sous le nom de Somalie britannique (Somaliland). Les Anglais, peu intéressés par ce territoire qui assure le ravitaillement de la garnison d'Aden en ovins, n'imposent pas une administration occidentale et s'ingèrent peu dans les affaires de la société traditionnelle locale, dont les structures restent inchangées.

#### Seconde Guerre mondiale
Le 3 août 1940 (ou le 4 selon d'autres sources), environ 40 000 Italiens envahissent le Somaliland britannique sous le commandement du général Guglielmo Nasi. Ils s'emparent en quelques jours de plusieurs villes mal défendues. Les forces britanniques au Somaliland reçoivent quelques renforts et un nouveau commandant, le major-général Godwin-Austen. Jugeant les forces en présence trop inégales, ce dernier demande le 15 août le retrait des troupes britanniques. Les derniers soldats britanniques sont évacués vers Aden le 17. Les Italiens s'emparent de Berbera le 19 et annexent le Somaliland britannique à l'Afrique orientale italienne. Lors de cette campagne, les pertes britanniques s'élèvent à 38 tués, 71 blessés et 49 disparus, pour 465 tués, 1 530 blessés et 34 disparus chez les Italiens.
En mars 1941, les troupes britanniques reprennent le Somaliland, qui redevient une colonie sous administration anglaise.
En 1946, un mouvement nationaliste somali est créé au Somaliland, la Somali National League (SNL).

#### Union avec la Somalie
Neuf jours après son indépendance en juillet 1960, et, alors que plus d'une trentaine d'États l'ont reconnu officiellement, le Somaliland fusionne avec la Somalie italienne pour former la Somalie. Le Premier ministre de la Somalie britannique, Mohamed Ibrahim Egal, devient ministre de la nouvelle République. Il en devient Premier ministre en 1967, puis est renversé par le coup d'État dirigé par Mohammed Siad Barre en 1969.

### Indépendance

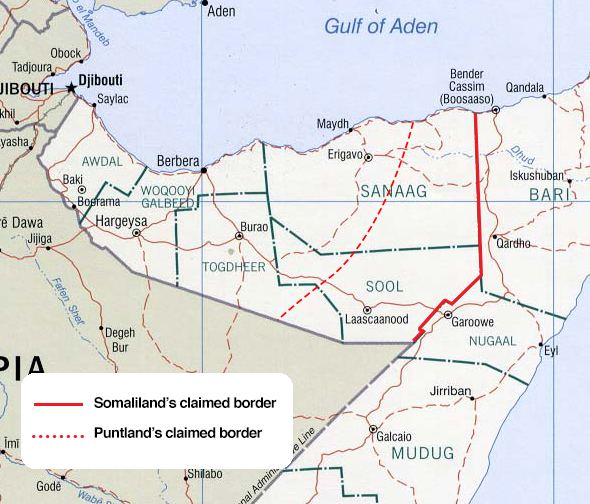
Carte du Somaliland de 2007, frontalier du Pount.

La Somalie en avril 2017.

Carte du Somaliland en 2021.

Une rébellion menée par le Mouvement national somalien (SNM) éclate au début des années 1980. Elle est brutalement réprimée par Mohammed Siad Barre. En 1988, Hargeisa est bombardée par l'aviation gouvernementale. La répression fait 50 000 morts et près de 500 000 déplacés, pour une ville qui avait alors quelque 1 million d'habitants (soit 5% des habitants qui meurent pendant la répression). C'est le début de la guerre civile somalienne, qui s'amplifie avec le renversement de Mohammed Siad Barre en 1991.
Le 18 mai 1991, est proclamée l'indépendance de deux régions administratives de Somaliland : Togdheer et Woqooyi Galbeed, parties de l'ancienne colonie britannique. Cette déclaration n'a jamais été reconnue par la communauté internationale.
Cependant, des délégations étrangères (djiboutiennes, éthiopiennes, françaises…) se rendent au Somaliland. En mai 2001, l'indépendance est entérinée par un référendum qui remporte 97,1% de oui.
Mohamed Ibrahim Egal est élu président en 1993, il est réélu en 1998 et reste au pouvoir jusqu'à sa mort le 3 mai 2002, alors que son 2e mandat n'est pas terminé. Dahir Riyale Kahin, le vice-président, prend donc les fonctions de président jusqu'aux prochaines élections. Le 26 juin 2010, Ahmed Silanyo est élu président de la République, et succède à Riyale Kahin un mois plus tard.
Un conflit frontalier s'installe entre l'État du Somaliland et la région autonome du Pount.
En février 2017, le Somaliland et les Émirats arabes unis signent un accord, prévoyant la construction dans le port de Berbera d'une base navale et aérienne, concédée aux Émirats pour 25 ans. Ces derniers s'engagent aussi à agrandir le port civil et à le gérer pendant 30 ans.
Lors de l'élection présidentielle de 2017, Muse Bihi Abdi est élu avec 55,10% des voix le 13 novembre 2017. Il entre en fonction le 13 décembre 2017, à Hargeisa, la capitale du pays, en présence de dignitaires d'Éthiopie, de Djibouti, du Royaume-Uni et de l'Union européenne.
Le 7 octobre 2018, le porte-parole du gouvernement du Somaliland déclare officiellement que son gouvernement est prêt à ouvrir un dialogue diplomatique avec le gouvernement somalien, afin qu'il puisse enfin mettre fin à l'hostilité politique, sociale et économique chronique des deux pays.
Lors de l'élection présidentielle de novembre 2024, Abdirahman Mohamed Abdullahi, du parti Waddani, est élu, président du Somaliland avec 63,92 % des suffrages devant le président sortant, Muse Bihi Abdi,.

#### Relations étrangères
Le Somaliland a des contacts politiques avec l'Éthiopie et Djibouti, la République de Chine (Taiwan), ainsi qu'avec l'Afrique du Sud, la Suède, le Royaume-Uniet la micro-nation du Liberland,. Le 17 janvier 2007, l'Union européenne (UE) a envoyé une délégation aux affaires étrangères pour discuter d'une future coopération. L'Union africaine (UA) a également envoyé un ministre des Affaires étrangères pour discuter de l'avenir de la reconnaissance internationale, et les 29 et 30 janvier 2007, les ministres ont déclaré qu'ils discuteraient de la reconnaissance avec les États membres de l'organisation.
Au début de 2006, l'Assemblée nationale du Pays de Galles a étendu une invitation officielle au gouvernement de Somaliland pour assister à l'ouverture royale du bâtiment Senedd à Cardiff. Cette décision a été considérée comme un acte de reconnaissance par l'Assemblée galloise de la légitimité du gouvernement séparatiste. Le Pays de Galles abrite une importante communauté d'expatriés somaliens du Somaliland.
En 2007, une délégation conduite par le président Kahin était présente à la réunion des chefs de gouvernement du Commonwealth à Kampala, en Ouganda. Bien que le Somaliland ait demandé à rejoindre le Commonwealth avec le statut d'observateur, sa candidature est toujours en attente.
Le 24 septembre 2010, Johnnie Carson, secrétaire d'État adjoint aux Affaires africaines, a déclaré que les États-Unis modifieraient leur stratégie en Somalie et chercheraient à approfondir leur engagement avec les gouvernements du Somaliland et du Puntland tout en continuant à soutenir le gouvernement de transition somalien. Carson a déclaré que les États-Unis enverraient des travailleurs humanitaires et des diplomates au Puntland et au Somaliland et a fait allusion à la possibilité de futurs projets de développement. Cependant, Carson a souligné que les États-Unis n'étendraient pas la reconnaissance officielle à l'une ou l'autre région.

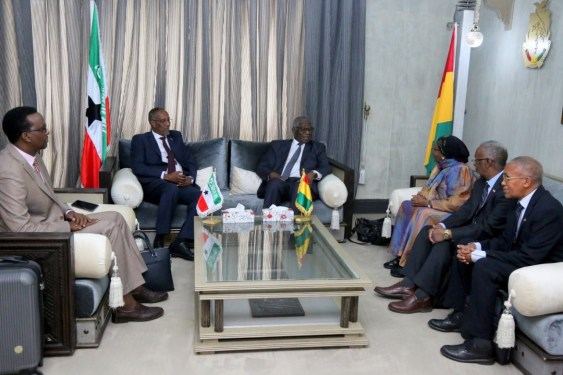
Le président du Somaliland Muse Bihi Abdi lors d'une visite en République de Guinée en 2019, recevant une délégation conduite par le ministre des Affaires étrangères de Guinée Mamadi Touré.

La reconnaissance du Somaliland par le Royaume-Uni a également été soutenue en novembre 2010 par le Parti de l'indépendance du Royaume-Uni (UKIP), qui est arrivé troisième lors des élections générales de 2015.
En 2011, le Somaliland et la région voisine du Puntland ont chacun conclu un protocole d'accord lié à la sécurité avec les Seychelles. Suivant le cadre d'un accord antérieur signé entre le gouvernement fédéral de transition et les Seychelles, le mémorandum est pour le transfert des personnes condamnées dans les prisons du Puntland et du Somaliland.

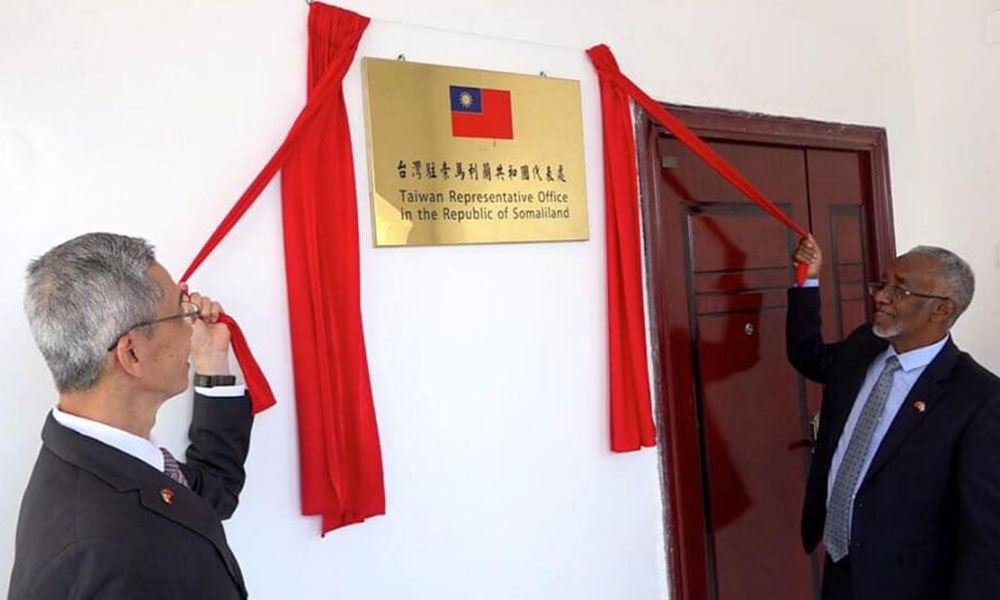
Ouverture du bureau de Taiwan à Hargeisa.

Le 1er juillet 2020, le Somaliland et Taïwan ont signé un accord pour mettre en place des bureaux de représentation afin de promouvoir la coopération entre les deux pays. La coopération entre les deux politiques sur l'éducation, la sécurité maritime et la médecine a commencé en 2009, et le personnel taïwanais est entré au Somaliland en février 2020 pour se préparer au bureau de représentation. Taïwan a officiellement ouvert un bureau représentatif à Hargeisa. Taïwan ne reconnaît cependant pas ouvertement le Somaliland comme étant un pays indépendant.
Le 1er janvier 2024, le Somaliland et l'Éthiopie signent un mémorandum d'entente prévoyant la concession à l'Éthiopie d'un bail de cinquante ans sur le port en eau profonde de Berbera et l'installation d'une base militaire éthiopienne au Somaliland en échange, selon le gouvernement d'Hargeisa, d'une reconnaissance diplomatique éthiopienne du Somaliland et de parts dans la compagnie aérienne Ethiopian Airlines. La Somalie rappelle alors son ambassadeur à Addis-Abeba, dénonçant cet accord comme illégal car violant son intégrité territoriale.

## Politique
Son parlement bicaméral est composé d'une chambre haute, la Chambre des anciens dont les membres ne sont pas directement élus, et d'une chambre basse, la Chambre des représentants qui comporte 82 sièges dont les membres sont élus pour cinq ans à la proportionnelle dans six circonscriptions plurinominales correspondant aux régions du pays.
En 2000, le Somaliland a adopté une Constitution basée sur la charia.
Le droit de vote est accordé à partir de 16 ans. Trois grands partis politiques sont actifs.

### Président

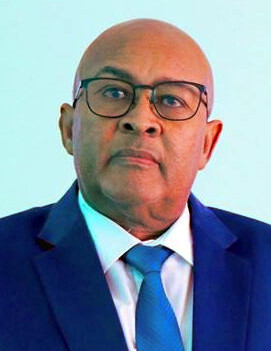
Abdirahman Mohamed Abdullahi, président du Somaliland depuis le 12 décembre 2024.

Son président est élu au scrutin uninominal majoritaire à deux tours pour un mandat de cinq ans renouvelable une fois.
| No | Nom                                       | Élection  | Mandat                                                 | Parti Politique            |
| -- | ----------------------------------------- | --------- | ------------------------------------------------------ | -------------------------- |
| 1  | Abdirahman Ahmed Ali Tuur (1931-2003)     | 1991      | 28 mai 1991 – 16 mai 1993 (1 an, 353 jours)            | DWS                        |
| 2  | Mohamed Ibrahim Egal (1928–2002)          | 1993 1997 | 16 mai 1993 – 3 mai 2002 (8 ans, 352 jours)            | Aucun (jusqu'en 2001) UDUB |
| 3  | Dahir Riyale Kahin (né en 1952)           | 2003      | 3 mai 2002 – 27 juillet 2010 (8 ans, 85 jours)         | UDUB                       |
| 4  | Ahmed Mahamoud Silanyo (1936-2024)        | 2010      | 27 juillet 2010 – 13 décembre 2017 (7 ans, 139 jours)  | Kulmiye                    |
| 5  | Muse Bihi Abdi (né en 1947)               | 2017      | 13 décembre 2017 - 12 décembre 2024 (6 ans, 365 jours) | Kulmiye                    |
| 6  | Abdirahman Mohamed Abdullahi (né en 1955) | 2024      | depuis le 12 décembre 2024 (242 jours)                 | Waddani                    |

## Géographie

Les régions administratives du Somaliland:
Awdal
Saahil
Maroodi-Jeeh
Toghdheer
Sanaag
Sool

Le Somaliland borde le golfe d'Aden. Située à l'ouest, l'Éthiopie utilise le port somalilandais de Berbera comme débouché maritime secondaire (en plus de Djibouti). Le Somaliland est sporadiquement en conflit sur sa frontière avec la région semi-autonome du Pount (à l'est).
L'État est composé de six régions administratives.
| Régions      | Capitale | Districts |
| ------------ | -------- | --- |
| Awdal        | Borama   | Baki - Zeilah - Lughaya - Borama                                                                              |
| Sahil        | Berbera  | Sheikh - Da'ar buduq - Bulhar - Xaggal                                                                        |
| Maroodi Jeex | Hargeisa | Gabiley - Hargeisa                                                                                            |
| Togdheer     | Burao    | Oodweyne - Buuhoodle - Duruqsi - Sh. Xasan Geelle -Qoryale                                                    |
| Sanaag       | Erigavo  | El Afweyn - Badhan - Las Khorey - Dhahar (en) - Garadag (en) -Maydh - Dararweyne (en) - Fiqifuliye (en) -Xiis |
| Sool         | Las Anod | Aynabo (en) - Taleh - Xudun (en) - Bo'ame (en) - Yagori (en)                                                  |

La majeure partie du Somaliland est composé d'une savane sèche, traversée par quelques fleuves. On trouve cependant quelques forêts et lacs.

## Infrastructures
On trouve bien plus d'infrastructures modernes au Somaliland qu'en Somalie, un pays subissant une guerre civile depuis 1991.
Plusieurs routes en asphalte traversent le pays, la principale étant la Route 1, qui va de la frontière éthiopienne jusqu'à Berbera.
Le pays compte sept aéroports, le principal étant celui d'Hargeisa.
Toutes les grandes villes sont desservies par un réseau d'électricité, alimenté par des générateurs diesel, des panneaux solaires et des éoliennes.
Un réseau internet existe dans quelques villes, comme Hargeisa, Berbera, Borama ou encore Burao.

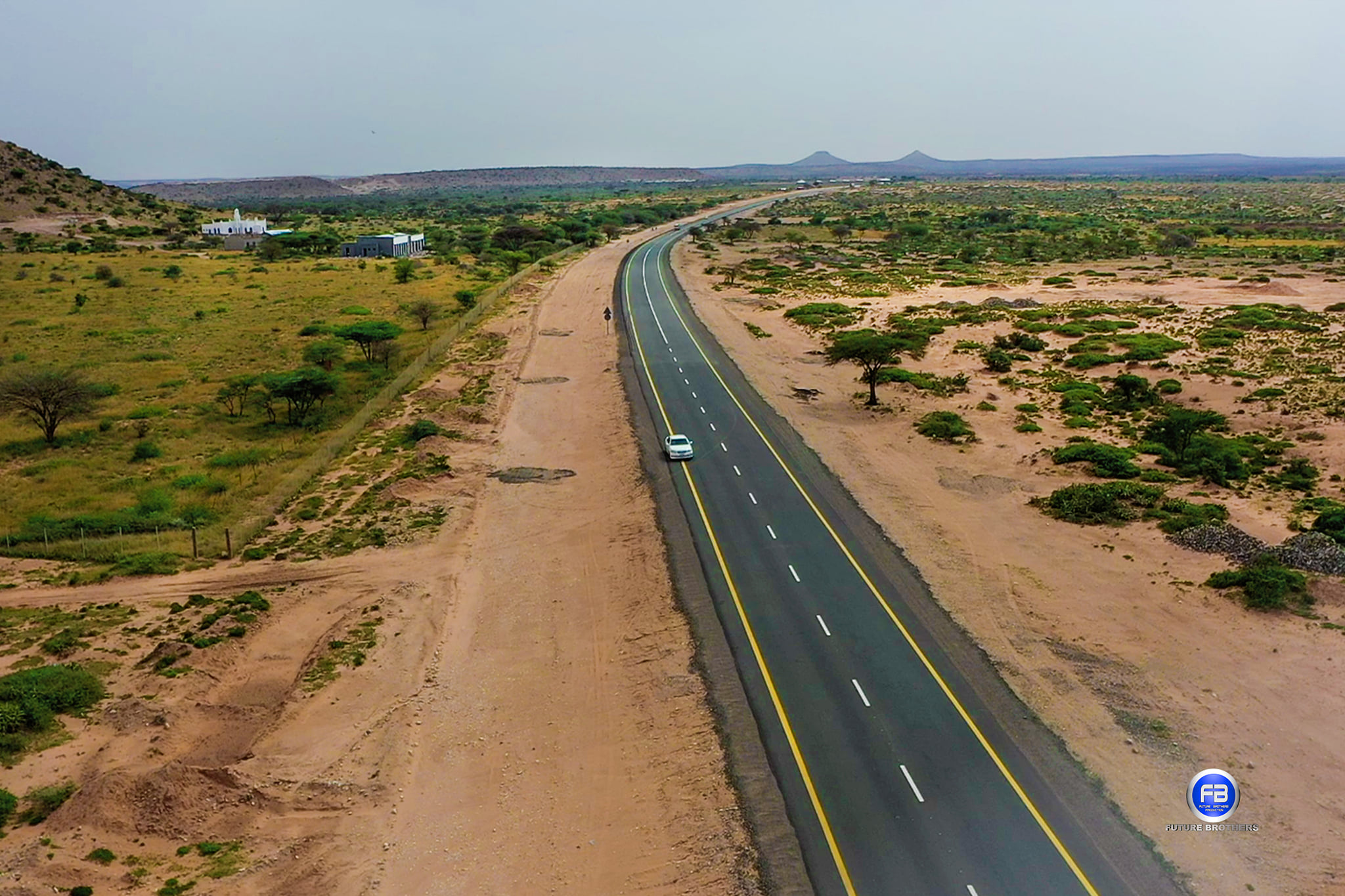
Route 1, vers Berbera
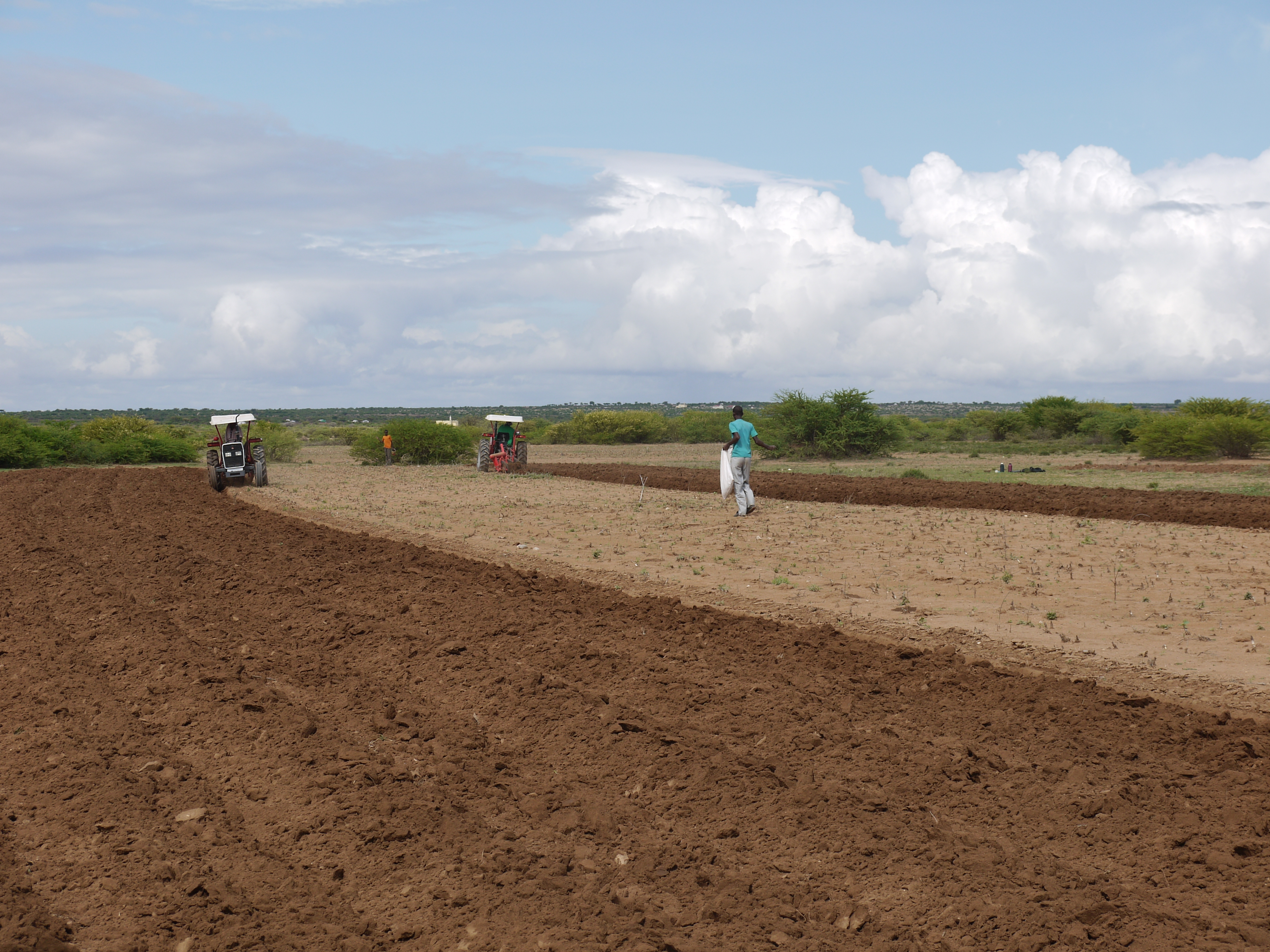
Agriculteurs travaillant dans les champs au Somaliland
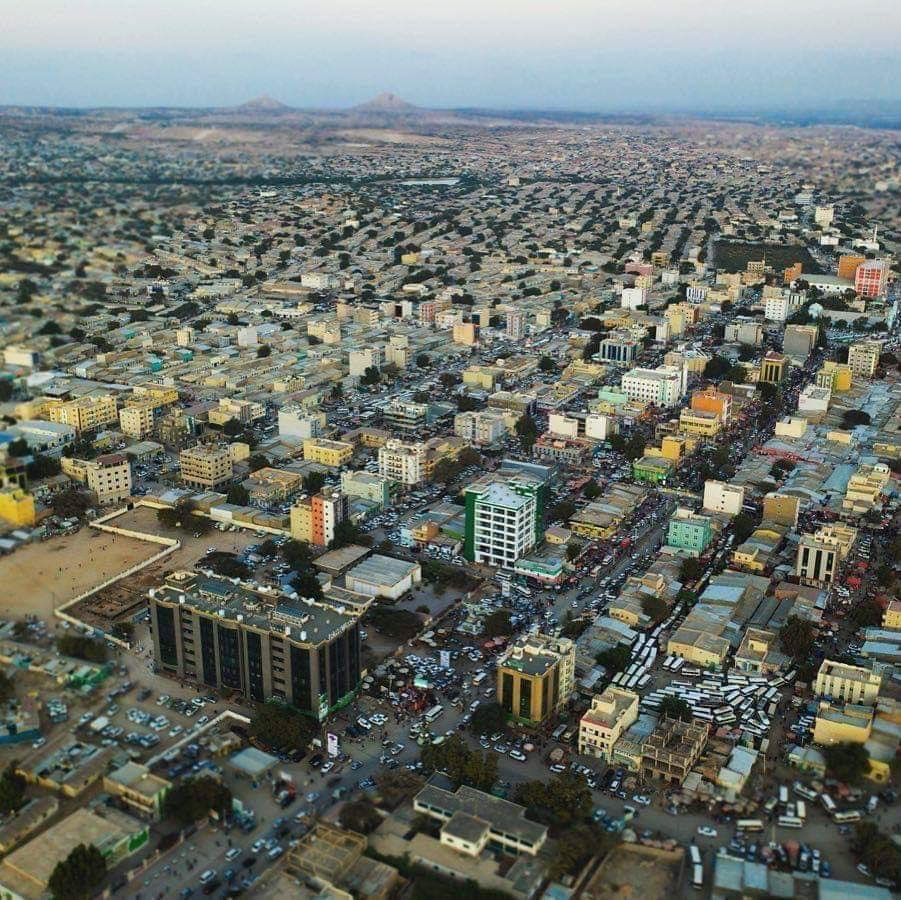
Vue aérienne de Hargeisa

## Démographie

### Langues

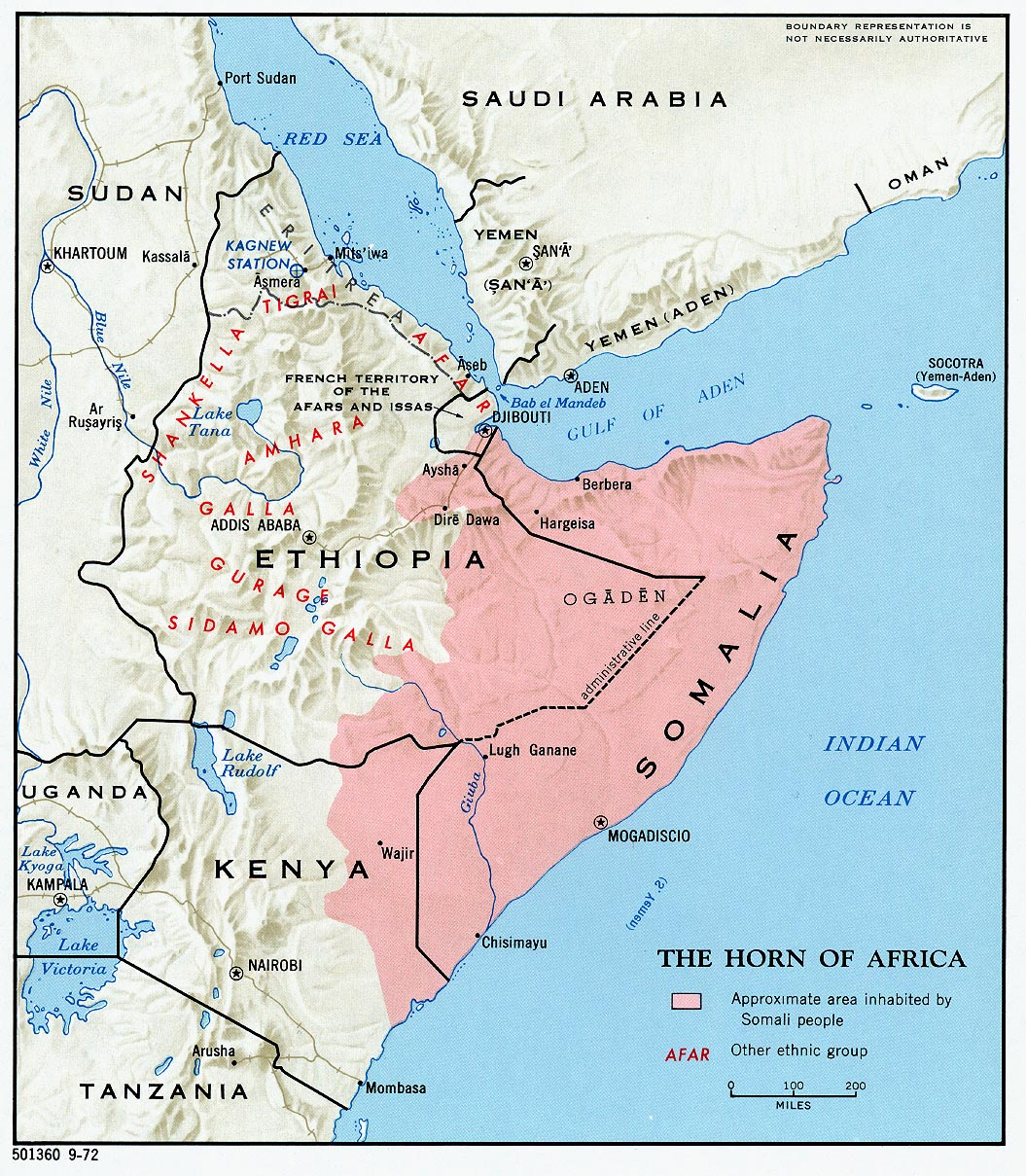
Distribution de la langue afro-asiatique somali dans la région de la corne de l'Afrique

Toute la population parle le somali, langue commune avec la République de Somalie (ex-Somalie italienne). Seules quelques variantes dialectales diffèrent avec le somali parlé au Sud.
L'arabe est très courant, et utilisé surtout dans un cadre religieux, ou pour le commerce du bétail avec des pays de la péninsule arabique (Arabie Saoudite, Yémen), et pour le commerce avec les populations frontalières éthiopiennes. L'arabe est la première langue commerciale.
L'anglais est la langue de la période coloniale, et la deuxième langue commerciale. C'est également la langue universitaire et celle des élites. L'anglais est aussi la deuxième langue administrative, à égalité avec le somali. L'italien n'était parlé que dans la Somalie du Sud, l'ex-Somalie italienne. Pratiquement tous les documents administratifs sont traduits en anglais et cette langue devient de plus en plus pratiquée. Le pays a une diaspora qui vit surtout au Royaume-Uni et dans les pays du Moyen-Orient.

### Religions
L'islam est la religion d'État, et toute promotion d'une autre religion est interdite par la Constitution. Les minorités religieuses concernent environ 2% de la population du Somaliland: il s'agit surtout de protestants, de chrétiens orthodoxes de l'Église éthiopienne et de catholiques[réf. nécessaire].
En 2016 un journaliste du Monde constate que sous l'influence des États arabes du Golfe une variante plus rigoriste de l'islam gagne du terrain.

### Principales villes
| Population      | Ville     | Région       |
| --------------- | --------- | ------------ |
| 1 756 000       | Hargeisa  | Maroodi Jeex |
| 398 609         | Borama    | Awdal        |
| 288 211         | Burao     | Togdheer     |
| 242 300         | Berbera   | Maroodi Jeex |
| 156 400         | Las Anod  | Sool         |
| 114 800         | Erigavo   | Sanaag       |
| 106 914         | Gabiley   | Maroodi Jeex |
| 83 747          | Buuhoodle | Togdheer     |
| 70 000 (estimé) | Badhan    | Sanaag       |
| 28 645          | Sheikh    | Maroodi Jeex |

Le Somaliland n'effectuant pas de recensement régulier pour les villes, les données de population pour les principales villes ne proviennent pas tous de la même année.

## Société

### Santé
97% de ses femmes sont victimes d'excision. Le 6 février 2018, le ministre des Affaires religieuses, Cheikh Khalil Abdullahi Ahmed, déclare une fatwa contre l'excision dite «pharaonique», demandant ainsi au Parlement de légiférer l'interdiction. Le président Muse Bihi Abdi est également pour l'interdiction.

### Droits LGBT
Les LGBT n'ont aucun droit au Somaliland.[réf. souhaitée]

### Éducation
Il y a beaucoup d'écoles au Somaliland, mais le manque significatif d'emplois disponibles fait que 80% des diplômés ne trouveront pas d'emploi.
- Liste d'écoles au Somaliland (en)
- Universités et collèges au Somaliland

La langue somalie n’est codifiée à l’écrit qu'en 1972 par le gouvernement militaire de Siad Barre.

### Personnalités liées au Somaliland
- Edna Adan Ismaïl (1937-), femme politique et sage-femme[40], fondatrice de l'hôpital auquel elle donne son nom[41].
- Sir Mohamed Farah (1983-), champion olympique britannique[42].
- Sada Mire (1976-), archéologue

#### Personnalités culturelles
- Mohamed Ibrahim Warsame, dit Hadraawi : poète somalien[39],[43]
- Okey Ndibé, romancier[43]
- Khadra Ali, cinéaste[39]
- Muuse Ismaaciil Galaal[44]
- Sahra Halgan, chanteuse

### Médias
Il existe une télévision publique, la Somaliland National Television (SLNTV) qui émet 24 heures sur 24 partout dans le pays. Elle gère également Radio Hargeisa et une chaîne privée, Somaliland Television.

## Économie
L'exportation de bétail est très importante pour l'économie du Somaliland. Le port de Berbera est aussi utilisé pour des exportations de l'Éthiopie, puisque l'Éthiopie ne dispose plus du port érythréen d'Assab.
Le Somaliland dispose de richesses minières et pétrolières. Le principal investisseur étranger est Prime Ressources, filiale de Invicta. Cette société est dirigée par Mohammed Yussef et administrée par Lord John Stevens, ancien conseiller spécial pour le renseignement du Premier ministre britannique, Gordon Brown.
Faute de reconnaissance, le pays est exclu des circuits financiers mondiaux, et le budget fédéral n’excède pas 500 millions de dollars. L’économie repose sur l’exportation de bétail vers l’Arabie saoudite (notamment de dromadaires), les télécommunications et le commerce du khat. La capitale abrite une Foire internationale du livre, qui tient en 2022 sa quinzième édition.
Le pays est alimenté en devises d'expatriés et d'exilés depuis 2011 via Dahabshiil Bank International. Fondée par un Somalien, Abdirashid Duale, Dahabshiil opère dans 126 pays, dont 40 en Afrique. Un million et demi de Somalis vivant à l’étranger envoient près d’un milliard de dollars en 2015, et 1,6 milliard de dollars par an en 2021.
Le grand projet du pays est lié à l'extension du port de Berbera. Poumon du Somaliland avec 32 000 conteneurs traités annuellement en 2015 (plus de 150 000 par an en 2019), il est loin des 750 000 traités par son voisin djiboutien. Cependant, l’Éthiopie envisage de faire transiter par le port somalilandais près de 30 % de ses importations, contre à peine 5 % en 2015. Privé d'accès autonome à la mer par ses relations difficiles avec l’Érythrée, Addis-Abeba a besoin d’un autre accès à la mer que celui offert par Djibouti.
En 2009, l'opérateur télécom Telesom (en) crée un service de monnaie virtuelle (ZAAD) via téléphone portable pour suppléer à la faiblesse du secteur bancaire.
En 2015, on estime que 75 % de la population est au chômage et que 90 % de l'économie relève du secteur privé.
Début 2017, le pays est aux prises avec une sécheresse mortelle pour le bétail et la population.
Selon un article du Jerusalem Post, publié en novembre 2018, la classe dirigeante du Somaliland souhaiterait entretenir des relations étroites avec Israël.
En 2018, DP World annonce investir jusqu'à 442 M$ dans le port en eau profonde de Berbera. Les travaux se sont achevés en 2021. Le poste à quai est maintenant de 1 500 m de long, contre 650 précédemment. Le port est détenu à 51% par DP World, 30% par le Somaliland, et 19 % par l'Éthiopie, pays enclavé qui y voit une alternative aux port de Djibouti ou d'Assab. Le trafic de conteneurs est en forte augmentation,.
- Aéroport International Egal d'Hargeisa
- Aéroport de Berbera
- Port de Zeilah
- Port de Berbera
- DP World Berbera New Port (en) (2016) de DP World (Dubaï)

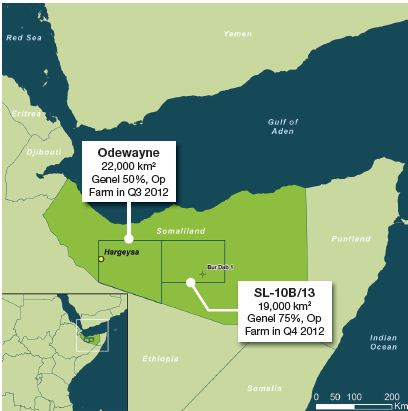
Zones d'exploration pétrolière au Somaliland.
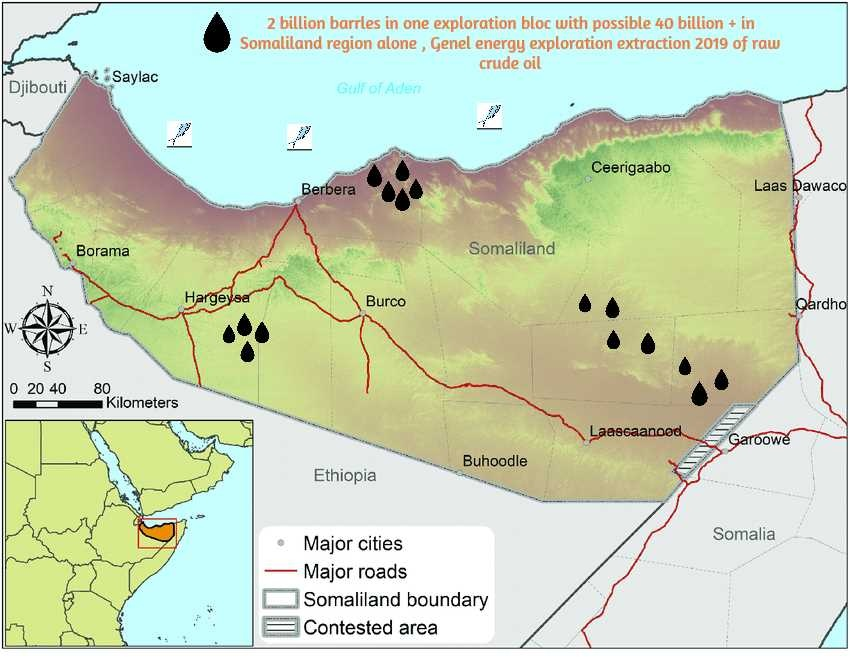
Champs pétrolifères.
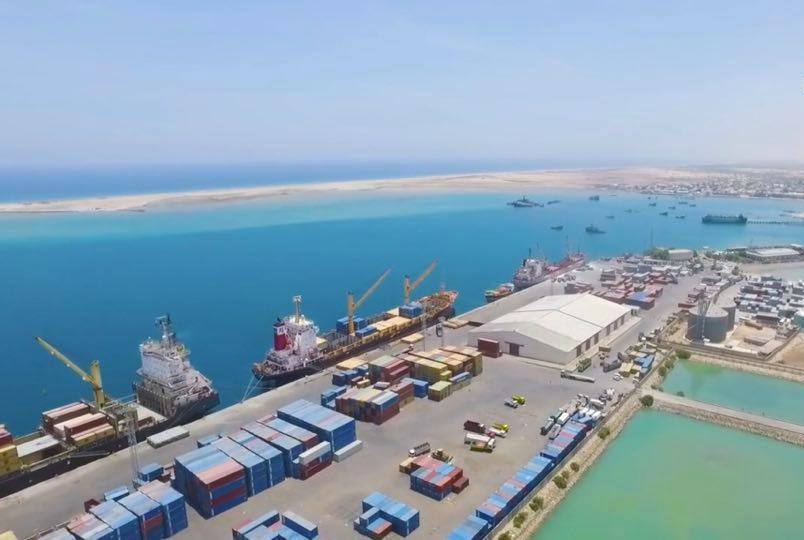
Le port de Berbera en 2016, avant l'agrandissement.